# Idioma protoanatolio
El protoanatolio es la protolengua de la que surgieron las antiguas lenguas anatolias (es decir, el hitita y sus parientes más cercanos). Como ocurre con casi todos los demás protolenguas, no se han encontrado escritos atestiguados; la lengua ha sido reconstruida aplicando el método comparativo a todas las lenguas anatolias documentadas, así como a otras lenguas indoeuropeas.
Craig Melchert, experto en lenguas de Anatolia, estima que el protoanatolio comenzó a divergir en el 3000 a. C., en cualquier caso a más tardar c. 2500 a. C.

## Fonología
En su mayor parte, el protoanatolio se ha reconstruido a partir del hitita, la lengua de Anatolia mejor documentada. Sin embargo, el uso del sistema de escritura cuneiforme hitita limita comprender y reconstruir la fonología de Anatolia, en parte por la deficiencia del silabario cuneiforme acadio adoptado para representar los fonemas hititas y en parte por las prácticas de los escribas hititas.
Es especialmente pertinente en lo que parece ser una confusión entre oclusivas dentales sordas y sonoras, en las que los signos -dV- y -tV- se emplean indistintamente en diferentes certificaciones de la misma palabra. Además, en las sílabas de la estructura VC sólo se suelen utilizar los signos con Oclusivas sordas. La distribución de la ortografía con consonantes simples y geminadas en los monumentos más antiguos existentes indica que los reflejos de las oclusivas sordas protoindoeuropeas se escribieron como consonantes dobles y los reflejos de las oclusivas sonoras PIE como consonantes simples. Esta regularidad es más consistente en el caso de las oclusivas dentales en los textos más antiguos; los monumentos posteriores a menudo muestran variaciones irregulares de esta regla.

### Vocales
El Anatolio común conserva el sistema vocal PIE básicamente intacto. Algunos citan la fusión del PIE */o/ y */a/ (incluso de *h₂e) como una innovación común de Anatolia, pero según Melchert esa fusión fue una innovación compartida secundaria en hitita, palaico y luvita., pero no en licio. Concordantemente, Anatolia común tenía las siguientes vocales cortas: */i/, */u/, */e/, */o/ y */a/.
Entre las vocales largas, */eː/ < PIE *ē se distingue de */æː/ < PIE *eh₁, y este último produce ā en luvita, lidio y licio. Melchert (1994) también había asumido anteriormente un contraste entre una vocal frontal media más cercana */eː/ < PIE *ey (que produce la ī del hitita tardío ) y una más abierta */ɛː/ < PIE *ē (permaneciendo el ē del hitita tardío), pero los ejemplos son pocos y pueden explicarse de otra manera.
El estado de la oposición entre vocales largas y cortas no está del todo claro, pero se sabe con certeza que no mantiene intacto el contraste PIE, ya que la ortografía hitita varía de una manera que hace muy difícil establecer si las vocales eran inherentemente largas. o cortas. Incluso si los textos más antiguos son aparentemente más conservadores y consistentes en notación, existen variaciones significativas en la longitud de las vocales en diferentes formas del mismo lexema. Carruba (1981) ha sugerido que la llamada scriptio plena no representa vocales largas sino vocales acentuadas, lo que refleja la posición del acento PIE libre. La interpretación de Carruba no es universalmente aceptada; según Melchert, la única función de la scriptio plena es indicar la cantidad de vocales; según él, los contrastes hititas a /ā/ heredan el contraste protoanatolio difonémico, */ā/ que refleja PIE */o/, */a/ y */ā/, y el protoanatolio */a/ que refleja PIE */a/. Según Melchert, el alargamiento de vocales cortas acentuadas en sílabas abiertas no puede ser protoanatolio, y lo mismo ocurre con el alargamiento de sílabas cerradas acentuadas.

### Consonantes
Uno de los rasgos fonológicos más característicos comunes a todas las lenguas de Anatolia es la lenición de las consonantes sordas protoindoeuropeas (incluidas las sibilantes *s y la laríngea *ḫ) entre sílabas átonas y las siguientes vocales largas. Las dos pueden considerarse juntas como una regla de lenición entre morae átonas, si las vocales largas se analizan como una secuencia de dos vocales. Todas las oclusivas sonoras iniciales en Anatolia eventualmente se fusionan con las oclusivas simples y sordas; Luvica, sin embargo, muestra un tratamiento diferente de las oclusivas velares sonoras *G- y las oclusivas velares sordas *K- (la *G inicial se palataliza a */j/ y luego se pierde antes de /i/, a diferencia de *K), mostrando que se trataba de un desarrollo areal tardío, no protoanatolio.
El protoanatolio es la única protolengua hija del protoindoeuropeo que retiene directamente las consonantes laríngeas. En las transcripciones de lenguas de Anatolia escritas en cuneiforme, la letra ‹ḫ› representa un sonido (protoanatolio *H) que se remonta a la laringe *h₂ y probablemente, pero con menor certeza, también *h₃. Las secuencias *h₂w y *h₃w producen una laringe labializada *ḫʷ.
Además de las laríngeas, durante mucho tiempo también se pensó que Anatolia común era la única hija que conservaba la distinción de consonantes velares de tres partes del protoindoeuropeo. Se pensaba que la mejor evidencia de esto provenía de su lengua hija, el luvita. Sin embargo, Melchert cuestiona esto y clasifica a Anatolia como una rama centum.
Las oclusivas sonoras aspiradas perdieron su aspiración con el tiempo y se fusionaron con las oclusivas sonoras simples. Las líquidas y nasales se heredan intactas del protoindoeuropeo, al igual que el deslizamiento *w. Ninguna palabra nativa protoanatolia comienza con *r-. Una posible explicación es que esto también era cierto en el protoindoeuropeo. Otra es que es una característica de las lenguas de la zona en la que se hablaban las lenguas hijas del protoanatolio.

## Morfología
Según Fortson, el protoanatolio tenía dos conjugaciones verbales. La primera, la conjugación errónea, se derivaba claramente de las familiares terminaciones del tiempo presente protoindoeuropeo. La segunda, la conjugación ḫi , parece derivarse del perfecto protoindoeuropeo. Una explicación es que Anatolia convirtió el perfecto en tiempo presente para un determinado grupo de verbos, mientras que otra idea más nueva es que los verbos ḫi continúan una clase especial de presentes que tenía una relación complicada con el perfecto protoindoeuropeo.